# Flag fotbal
Flag fotbal je míčová hra, která se vyvinula roku 1933 z amerického fotbalu jako jeho bezkontaktní varianta. Hra byla zařazena do programu olympijských her 2028.

## Pravidla
Hlavní rozdíl oproti klasickému kontaktním americkému fotbalu je v tom, že k zastavení soupeřova útoku není třeba hráče s míčem složit na zem, ale stačí mu odebrat látkový praporek (anglicky flag, odtud název sportu), který má suchým zipem upevněný na opasku. Původně sloužila hra k tréninku hráčů amerického fotbalu (který se pro rozlišení označuje jako tackle football). Vzhledem k podstatně nižšímu riziku zranění ji mohou provozovat i ženy a děti a ujala se jako součást školního tělocviku nebo vojenského výcviku. Pořádají se v ní amatérské a mistrovské soutěže. Existuje několik variant pravidel: počet hráčů se může pohybovat od čtyř do devíti na každé straně (existují i smíšené týmy), liší se také velikost hřiště. Zpravidla se hraje na dva poločasy po 18 minutách. Mezinárodní federace amerického fotbalu (IFAF) pořádá od roku 2002 mistrovství světa ve flag fotbalu (hraje se ve variantě s pěti hráči). Nejúspěšnějším týmem je USA s 6 tituly mistra světa (2010, 2014, 2016, 2018, 2021, 2024).

## Historie
Asi nejjistější dostupné historické záznamy poukazují na začátek 40. let 20. století během druhé světové války jako na dobu vzniku tohoto sportu.
Hra nejprve sloužila jako rekreační sport vytvořený pro americký vojenský personál, aby jim pomáhala udržovat fyzickou kondici, ale zároveň byla navržena tak, aby nedocházelo ke zranění.
Za rodiště tohoto sportu je považováno Fort Meade v Marylandu ve Spojených státech amerických.

## Soutěže

### Mezinárodní soutěže
- Mistrovství světa ve flag fotbalu
- Mistrovství Evropy

### CFFL
- Canadian Flag Football League je nejvyšší liga amerického fotbalu v Kanadě.

### AFFL
American Flag Football League (AFFL) je nejvyšší poloprofesionální liga flag fotbalu hraná ve Spojených státech amerických

### České soutěže flag fotbalu
V Česku jsou soutěže flag fotbalu organizovány Českou asociací amerického fotbalu:
- Česká liga flag fotbalu mužů (9 týmů): Tábor Foxes, Příbram Bobcats 1, Příbram Bobcats 2, Teplice Nordians, Prague Black Panthers, Nymburk Apes, Třinec Sharks, Přerov Mammoths, Ostrava Steelers